# ナオト・インティライミ冒険記 旅歌ダイアリー
『ナオト・インティライミ冒険記 旅歌ダイアリー』は、2013年4月13日に公開された日本映画。

## 概要
“太陽”のように明るく、“お祭り”のように楽しいキャラクターと持ち前の音楽センスでデビュー以来、人気・実力ともにその勢いは止まることを知らないナオト・インティライミの本格音楽ドキュメンタリー映画。
デビュー以前に28カ国を515日間かけて世界一周した経験を持つ彼が、再び“音楽と出会い”を求めて旅にでた。過去訪れた国や初めて巡る国。世界の音楽と文化を体感し、その国の人々と唄い、笑う。様々な出逢いを通して、新たな楽曲が誕生する瞬間をカメラは追い続ける。仕込み、段取り、やらせ、いっさいナシ。ナオト・インティライミのすべてが詰まった“旅歌ダイアリー”がいま明かされる。
監督は、『モテキ』の編集を担当し、見事日本アカデミー賞優秀編集賞に輝いた注目の石田雄介。

## スタッフ
- 監督／編集： 石田雄介
- 音楽： ナオト・インティライミ
- 主題歌： ナオト・インティライミ
- 製作： 新坂純一　松本浩　小林武史　由里敬三
- エグゼクティブプロデューサー： 古澤佳寛
- 企画： 田辺圭吾
- プロデュース： 高橋信一　谷口和弘　佐藤和秀
- プロデューサー： 小畑和也
- 撮影： 神戸千木
- 整音： 久連石由文

## キャスト
- ナオト・インティライミ

## 映像ソフト

### パッケージ
Blu-rayとDVD全2種でリリース。

### 収録内容
映画「モテキ」の編集を手がけ「日本アカデミー賞」優秀編集賞に輝いた石田雄介の初監督作品で、世界中で音楽の旅を続けるナオトの姿を追ったスケール感のあるドキュメンタリー。ナオトが世界を巡る旅に完全密着した映像に、デビュー前に単身で世界28カ国を旅した際の秘蔵映像、楽曲制作の過程、日本国内でのライブシーンを加えた内容だ。DVDおよびBlu-rayは9月27日に発売され、10月4日にはDVDレンタルが開始となる。。
| #  | タイトル                                                                                | 作詞 | 作曲・編曲 | 時間  |
| -- | --------------------------------------------------------------------------------------- | ---- | ---------- | ----- |
| 1. | 「映画本編」(オーディオコメンタリー(ナオト・インティライミ×石田雄介監督×高橋信一P)収録) |      |            | 119分 |
| 2. | 「劇場予告編、特報」                                                                    |      |            |       |

| #  | タイトル | 作詞 | 作曲・編曲 | 時間  |
| -- | --- | ---- | ---------- | ----- |
| 1. | 「未収録映像」(エチオピア：2012.9.19『ブルーナイルフォールズ』，2012.9.23『ディメカのマーケット』 ／ コロンビア：2012.11.15『LIVE（ガイラ・カフェにて）』，2012.11.17『ボゴタ旧市街』 ／ ドミニカ：2013.2.7『メレンゲ バンド』 ／ 日本：2013.4.3『完成披露プレミア上映会』，2013.4.13『初日舞台挨拶』) |      |            |       |
| 2. | タイトルなし |      |            | 112分 |